# 三行から参加できる超・妄想コンテスト
三行から参加できる　超・妄想コンテストは、小説投稿サイトエブリスタが主宰する短編小説のコンテストである。
およそ月に二度、お題に沿った8000字以内の短編小説が募られる。
大賞、準大賞、入賞、佳作が受賞とされ、受賞作品から選出されたものが河出書房新社から刊行されている「5分シリーズ」に収録される。
その他、超短編賞、続きが読みたい賞、トンデモ賞が選出され、また大賞・準大賞・入賞作品を除く上位30作品が優秀作品として発表される。

## 開催履歴

### 第101回から
- 第130回　テーマ【あと5分】
- 第131回　テーマ【ひと夏の思い出】
- 第132回　テーマ【〇〇、はじめました】
- 第133回　テーマ【私が泣いた理由】
- 第134回　テーマ【隠しごと】
- 第135回　テーマ【昼と夜の間】
- 第136回　テーマ【落としもの】
- 第137回　テーマ【神様、お願い】
- 第138回　テーマ【この仕事を始めた理由】
- 第139回　テーマ【私からあなたへ】
- 第140回　テーマ【お掃除】
- 第141回　テーマ【足あと】
- 第142回　テーマ【オンライン〇〇】
- 第143回　テーマ【冷たいあの人】
- 第144回　テーマ【うちに〇〇がいます】
- 第145回　テーマ【ありがとう】
- 第146回　テーマ【花ひらく】
- 第147回　テーマ【うそつき】
- 第148回　テーマ【暗闇の中で】
- 第149回　テーマ【お母さん】
- 第150回　テーマ【「ねぇ、覚えてる？」から始まる物語】
- 第151回　テーマ【探しもの】
- 第152回　テーマ【結婚】
- 第153回　テーマ【おやすみ】
- 第154回　テーマ【夕立】
- 第155回　テーマ【子どもの頃の友達】
- 第156回　テーマ【お迎え】
- 第157回　テーマ【怒る】
- 第158回　テーマ【私を待っていたもの】
- 第159回　テーマ【〇〇前夜】

## 書籍化

### 5分シリーズ
- 5分後に驚愕のどんでん返し 	2017.4
- 5分後に涙のラスト 	2017.4
- 5分後に戦慄のラスト 	2017.4
- 5分間で心にしみるストーリー 	2017.7
- 5分後に感動のラスト 	2017.7
- 5分後に後味の悪いラスト 	2017.7
- 5分後に禁断のラスト 	2017.10
- 5分後に笑えるどんでん返し 	2018.3
- 5分後に恋するラスト 	2018.3
- 5分後に切ないラスト 	2018.7
- 5分後に皮肉などんでん返し 	2018.10
- 5分後に癒されるラスト 	2018.10
- 5分後に緊迫のラスト 	2019.1
- 5分後に歪んだ愛のラスト 	2019.4
- 5分後に誰も死なない涙のラスト 	2019.4
- 5分後にいい気味なラスト 	2019.7
- 5分後に超ハッピーエンド 	2019.10
- 5分後に猛毒なラスト 	2019.10
- 5分後に君とサヨナラのラスト 	2020.2
- 5分後に呪われるラスト 	2020.4
- 5分後に君とまた会えるラスト 	2020.7
- 5分後に謎解きのラスト 	2020.1
- 5分後に残酷さに震えるラスト 	2021.1
- 5分後に不思議の国のラスト 	2020.10
- 5分後に美味しいラスト 	2020.10
- 5分後に絆のラスト 	2021.4
- 5分後に最悪のラスト 	2021.7
- 5分後に大冒険なラスト 	2021.7

### 5分シリーズ＋
- 藤白圭
  - 意味が分かると怖い話	2018.7
  - 意味が分かると震える話	2019.5
  - 意味が分かると慄く話	2019.11
  - スマホに届いた怖い話	2021.3

- 平田駒
  - スガリさんの感想文はいつだって斜め上	2019.1
  - スガリさんの感想文はいつだって斜め上(2)	2019.4
  - スガリさんの感想文はいつだって斜め上(3)	2020.3
  - スガリさんの感想文は絶え間ない嵐の中	『幽霊塔』編	2021.3
  - スガリさんの感想文は絶え間ない嵐の中	『銀河鉄道の夜』編		2021.7

- 櫻井とりお
  - 虹いろ図書館のへびおとこ	2019.11
  - 虹いろ図書館のひなとゆん	2020.1